# Trifluorure de plutonium
Le fluorure de plutonium(III) ou trifluorure de plutonium est le composé chimique constitué de plutonium et de fluor de formule PuF3. Il se présente sous la forme d'un solide violet cristallisé dans le système trigonal selon le groupe d'espace P3c1 (no 165). Sa structure cristalline est celle du LaF3.

## Synthèse
Le trifluorure de plutonium, très peu soluble, est produit par métathèse en solution aqueuse dans des conditions acides entre le nitrate de plutonium(III) Pu(NO3)3 et un sel de fluorure qui le précipite :
Pu3+(aq) + 3 F−(aq) ⟶ PuF3 (s)↓.
Le fluorure de plutonium(III) peut être également obtenu via l'oxalate de plutonium(IV) Pu(C2O4)2 ou le dioxyde de plutonium PuO2 avec de l'hydrogène H2 et du fluorure d'hydrogène (HF) ou l'oxalate de plutonium(III) Pu2(C2O4)3 avec simplement du fluorure d'hydrogène :
2 Pu(C2O4)2 + H2 + 6 HF ⟶ 2 PuF3 + 2 CO + 2 CO2 + 4 H2O ;
2 PuO2 + H2 + 6 HF ⟶ 2 PuF3 + 4 H2O.
Pu2(C2O4)3 + 6 HF ⟶ 2 PuF3 + 3 CO + 3 CO2.

## Utilisation
Une méthode de précipitation du fluorure de plutonium(III) a été étudiée comme alternative à la méthode au peroxyde de plutonium pour le traitement du combustible nucléaire usé. Une étude de 1957 du Laboratoire national de Los Alamos signale une récupération moins efficace qu'avec la méthode traditionnelle tandis qu'une étude plus récente soutenue par l'OSTI (en) conclut qu'il s'agit d'une des méthodes les plus efficaces,.
Le trifluorure de plutonium peut être utilisé dans la fabrication de l'alliage plutonium-gallium au lieu du plutonium pur, plus difficile à manipuler.